# BRG Steyr Michaelerplatz

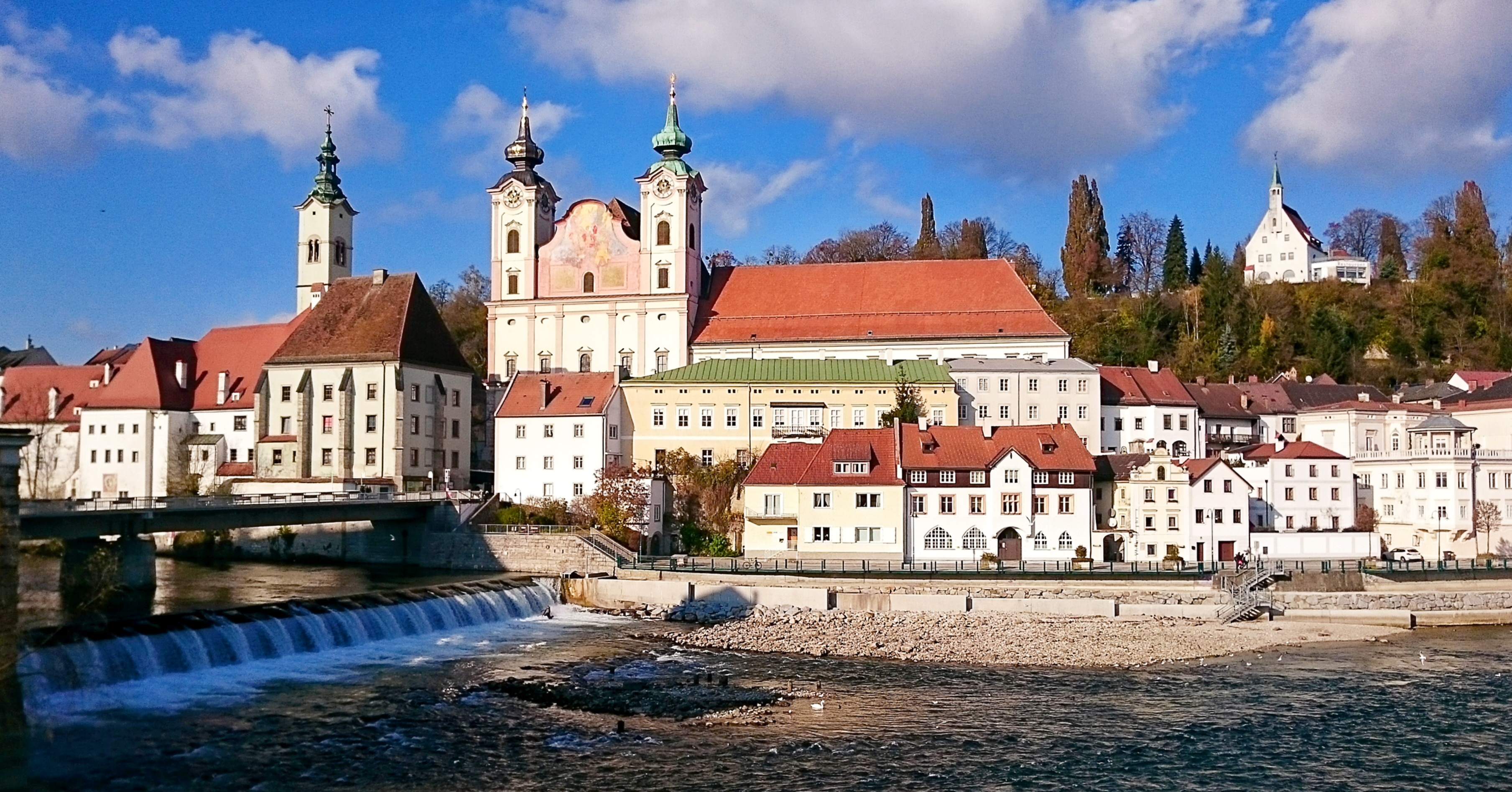
Kirche St. Michael Steyr und BRG Steyr Michaelerplatz

Das BRG Steyr ist die älteste höhere Schule der Stadt Steyr und die viertälteste staatliche Schule in Oberösterreich.

## Geschichte
1863 wurde eine dreiklassige Unterrealschule gegründet, die bald zur Oberrealschule erweitert wurde und 1875 den ersten Maturajahrgang verabschiedete. Damit ist BRG Steyr die älteste höhere Schule Steyrs und die viertälteste staatliche Schule in Oberösterreich. 1924 wurde die Schule in ein Realgymnasium mit Lateinunterricht umgewandelt und mit dem Schulorganisationsgesetz von 1962 in BG/BRG Steyr umbenannt. Seit der Aussiedlung des gymnasialen Zweiges in das neue Gebäude im Werndlpark 1973 gibt es am Standort Michaelerplatz wieder ein reines Realgymnasium. Seit 1984 wird am BRG Steyr in der Oberstufe wieder Französisch unterrichtet, von 1993 bis 2016 auch in der Unterstufe.
1947 wurde ein Elternverein und 2008 ein Absolventenverein gegründet.
Zwischen 1977 und 1980 wurde das Schulgebäude saniert.

## Bildungsangebot

### Unterstufe
Ab Herbst 2024 sollen die bisherigen Spezialisierungen – Sportklasse und Musikklasse –  für die neuen Klassen wegfallen. Die  Schüler können am Ende der 1. Klasse (startend mit der 1. Klasse 2024/2025) einen Fokus wählen. Es gibt vier Möglichkeiten:  Digital,  Musik,  Nawi, und  Sport.

### Oberstufe
Am BRG Steyr ist die Oberstufe ab der 6. Klasse semestriert.
Angebot ab der 5. Klasse:
- Wahl zwischen Latein, Französisch und Spanisch für die gesamte Oberstufe
- Wahl zwischen Religion und EthikBRG Steyr Michaelerplatz

Angebot ab der 6. Klasse:
- EDV-Unterstützung im Unterricht
- WPGs (Wahlpflichtgegenstände)

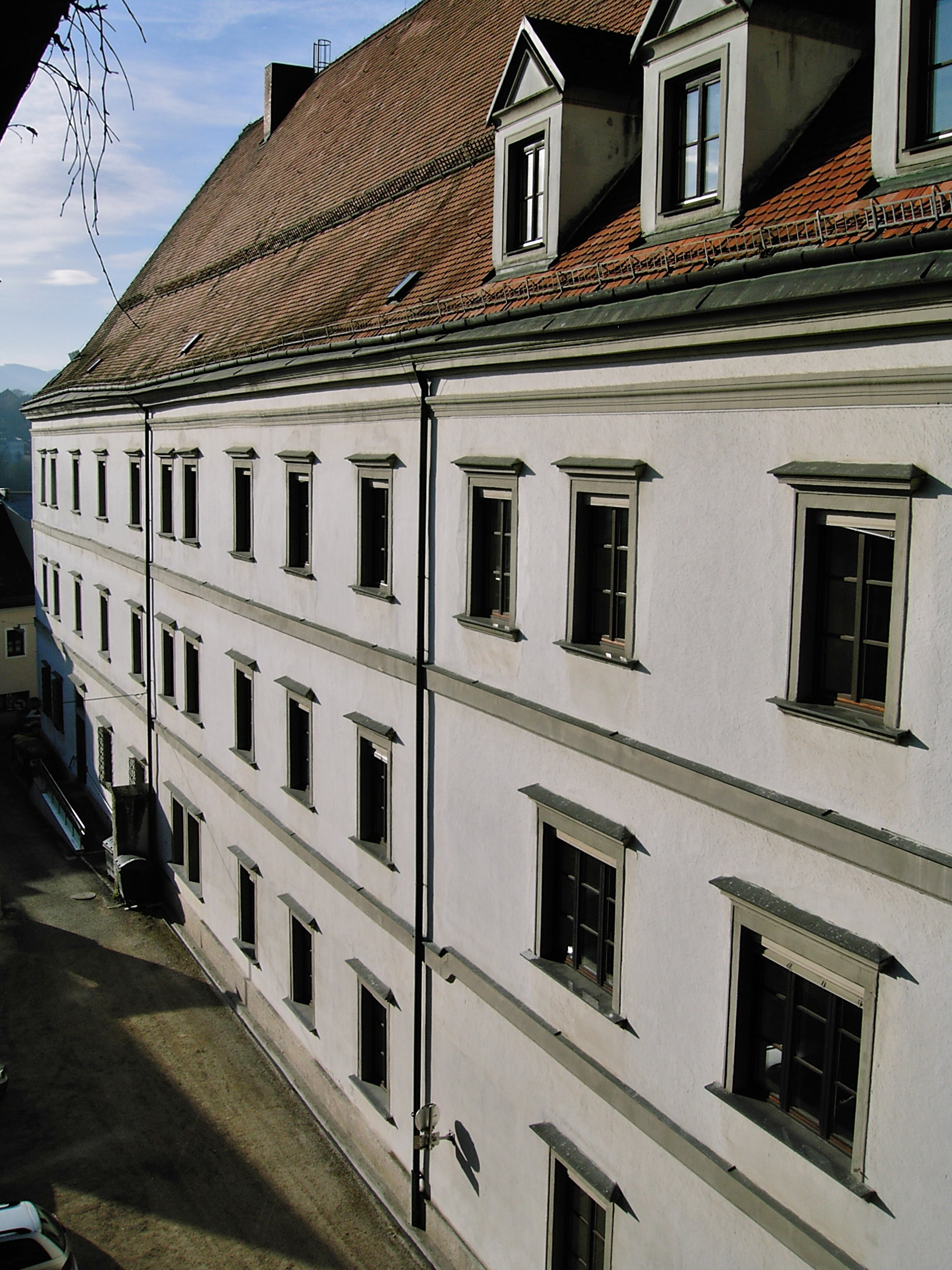
BRG Steyr Michaelerplatz

  - 3. Fremdsprache (Französisch, Italienisch, Spanisch, Russisch)
  - Informatik
  - großes Angebot an 1-4-semestrigen WPGs mit unterschiedlichen Themenbereichen (z. B. Sport und Gesundheit, diverse Fächer vertiefend, Recht)

Angebot ab der 7. Klasse:
alternative Fächer:
- Kunst und Gestaltung (KUNSTG) ODER Musik (MU)
- Darstellende Geometrie (DG) ODER Naturwissenschaften (Biologie (BIOUB), Chemie (CH), Physik (PH))

## Leitung
- Rudolf Engelhardt
- Konrad Schneider
- Richard Treml
- 1984–2002 Dieter Grillmayr
- 2002–2019 Harald Gebeshuber
- seit 2019 Gerald Bachmayr

## Lehrpersonen
- Ferdinand Häuslmayer (1884–1970), Politiker (SPÖ) und Magistratsdirektor[9]

## Ehemalige Schülerinnen und Schüler
- Franz Karl Stanzel (1923–2023), Anglist, Literaturwissenschaftler und Komparatist
- Christian Dörfel (* 1961), Politiker (ÖVP) und Verfassungsjurist
- Gerhard Deimek (* 1963), Politiker (FPÖ)